# Aderus chariensis
Aderus chariensis es una especie de coleóptero de la familia Aderidae. Fue descrita científicamente por Maurice Pic en 1911.

## Distribución geográfica
Habita en Chad.